# Liste der Biografien/Ben
Liste der Biografien |
Portal Biografien |
Personensuche
# |
A |
B |
C |
D |
E |
F |
G |
H |
I |
J |
K |
L |
M |
N |
O |
P |
Q |
R |
S |
T |
U |
V |
W |
X |
Y |
Z |
?
 
Ba |
Be |
Bd |
Bg |
Bh |
Bi |
Bj |
Bl |
Bm |
Bn |
Bo |
Br |
Bs |
Bu |
Bw |
By |
Bz
 
Bea–Beb |
Bec |
Bed |
Bee |
Bef |
Beg |
Beh |
Bei |
Bej |
Bek |
Bel |
Bem |
Ben |
Beo |
Bep |
Beq |
Ber |
Bes |
Bet |
Beu |
Bev |
Bew |
Bex |
Bey |
Bez
 
Bena |
Benb |
Benc |
Bend |
Bene |
Benf |
Beng |
Benh |
Beni |
Benj |
Benk |
Benl |
Benm |
Benn |
Beno |
Benq |
Benr |
Bens |
Bent |
Benu |
Benv |
Benw |
Beny |
Benz
Die Liste der Biografien führt alle Personen auf, die in der deutschsprachigen Wikipedia einen Artikel haben. Dieses ist eine Teilliste mit 201 Einträgen von Personen, deren Namen mit den Buchstaben „Ben“ beginnt.

## Ben
- Ben (* 1981), deutscher SängerBen (* 1981)

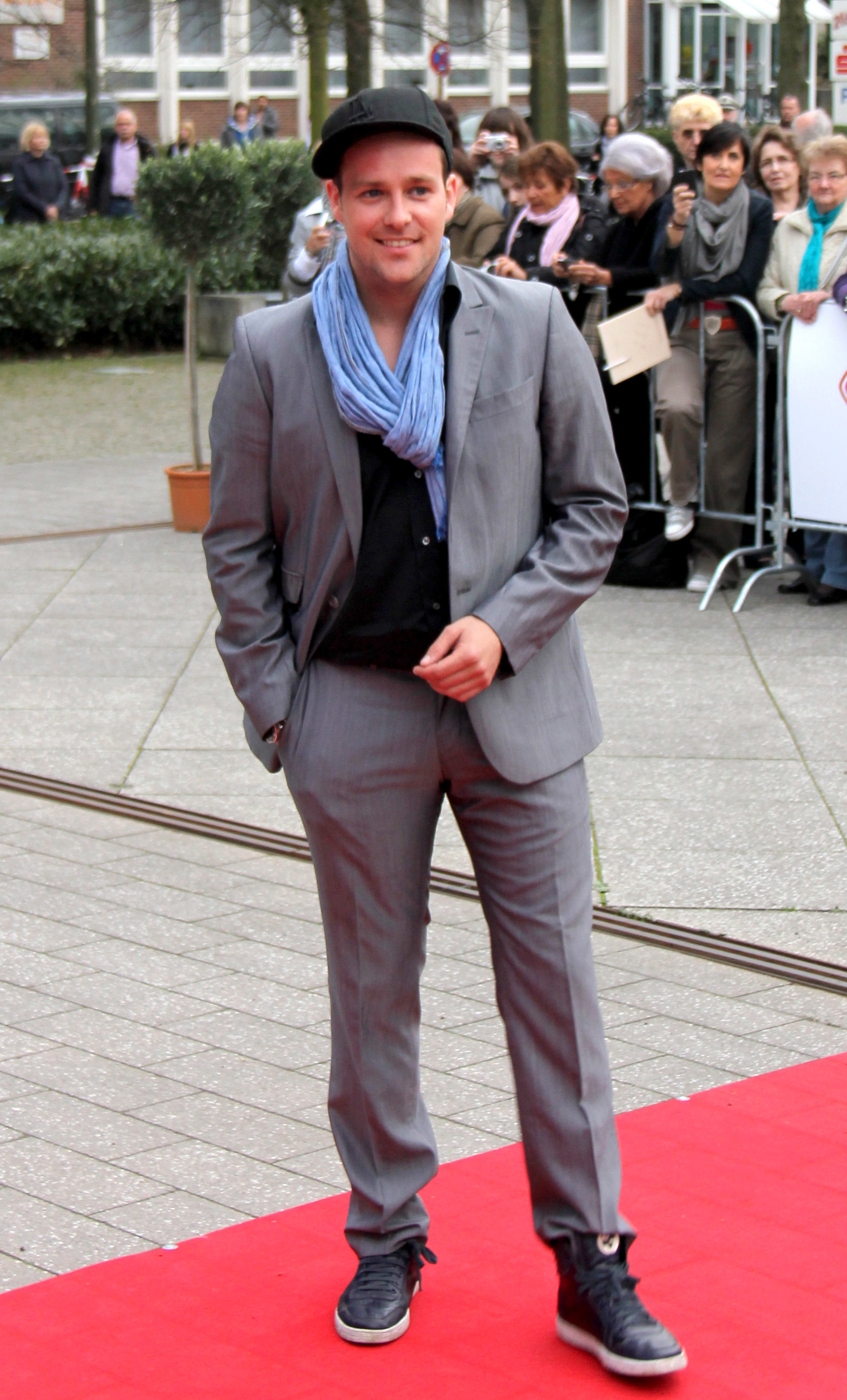
Ben (* 1981)

- Ben Abdallah, Moncef (* 1946), tunesischer Politiker und Diplomat
- Ben Abdelmajid, Serhane (1968–2004), tunesischer Terrorist
- Ben Abdesslem, Hanaa (* 1986), tunesisches Model
- Ben Achour, Yadh (* 1945), tunesischer Rechtswissenschaftler und Politiker
- Ben Aharon, Jitzchak (1906–2006), israelischer Politiker und Minister
- Ben Ahmed Abdelghani, Mohamed (1927–1996), algerischer Offizier und Politiker
- Ben Ahmed, Aymen (* 1986), tunesischer Hürdenläufer
- Ben Ali, Ali (* 1933), tunesischer Radrennfahrer
- Ben Ali, Leïla (* 1956), tunesische Ehefrau des Präsidenten Zine el-Abidine Ben Ali
- Ben Ali, Raschid (* 1978), niederländischer Maler
- Ben Ali, Salim († 2002), komorischer Politiker, Premierminister der Komoren
- Ben Ali, Youssef (* 1987), tunesisch-katarischer Handballspieler
- Ben Ali, Zine el-Abidine (1936–2019), tunesischer Präsident (1987–2011)
- Ben Ami, Schlomo (* 1943), israelischer Historiker, Diplomat und Politiker
- Ben Ammar, Bilel (* 1990), tunesischer Islamist
- Ben Ammar, Tahar (1889–1985), tunesischer Politiker
- Ben Ammar, Tarak (* 1949), tunesischer Filmproduzent
- Ben Ammar, Wassila (1912–1999), tunesische zweite Ehefrau von Habib Bourguiba und die First Lady Tunesiens (1962–1986)
- Ben Amor, Hamada, tunesischer Rapper
- Ben Amor, Mohamed Amine (* 1992), tunesischer Fußballspieler
- Ben Amor, Raouf (* 1946), tunesischer Film- und Theaterschauspieler sowie Filmproduzent
- Ben Arous, Gérard (* 1957), französischer Mathematiker
- Ben Aroya, Hadas (* 1988), israelische Schauspielerin, Regisseurin und Drehbuchautorin
- Ben Asai, jüdischer Gelehrter (Tannait)
- Ben Attia, Mehdi (* 1968), tunesischer Filmregisseur und Drehbuchautor
- Ben Attia, Mohamed (* 1976), tunesischer Filmregisseur und Drehbuchautor
- Ben Ayed, Ali (1930–1972), tunesischer Film- und Theaterschauspieler sowie Regisseur
- Ben Aziza, Lamine (* 1952), tunesischer Fußballtorhüter
- Ben Aziza, Raouf (* 1953), tunesischer Fußballspieler
- Ben Badis, Abdelhamid (1889–1940), sunnitischer Religionsgelehrter
- Ben Bag Bag, jüdischer Gelehrter des Altertums
- Ben Balla, Yassin (* 1996), französischer Fußballspieler
- Ben Barek, Larbi (1914–1992), marokkanischer und französischer Fußballspieler
- Ben Barka, Mehdi (1920–1965), marokkanischer Oppositionspolitiker
- Ben Belgacem, Amar (1979–2010), französisch-tunesischer Maler
- Ben Bella, Ahmed (1916–2012), algerischer Politiker und StaatspräsidentAhmed Ben Bella (1916–2012)

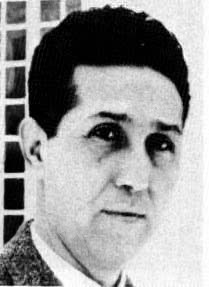
Ahmed Ben Bella (1916–2012)

- Ben Boina, Saïd (* 1983), komorisch-französischer Fußballspieler
- Ben Bouali, Abdelkader (1912–1997), algerisch-französischer Fußballspieler
- Ben Brik, Taoufik (* 1960), tunesischer Journalist
- Ben Chaabane, Jano (* 1986), deutscher Filmregisseur, Autor und Produzent
- Ben Cheikh, Tawhida (1909–2010), tunesische Medizinerin
- Ben Cherifia, Moez (* 1991), tunesischer Fußballtorhüter
- Ben Chouikha, Anis (* 1975), tunesischer Fußballspieler
- Ben David, Itzhak (1931–2007), israelischer Radrennfahrer
- Ben David, Michael (* 1996), israelischer Sänger
- Ben David, Mordechai (* 1951), populärer Musiker des orthodoxen Judentums, „König der jüdischen Musik“, Chasan
- Ben Dayan, David (* 1978), israelischer Fußballspieler
- Ben Dhifallah, Mehdi (* 1983), tunesischer Fußballspieler
- Ben Elijahu, Eitan (* 1944), israelischer Generalmajor
- Ben Farhat, Louey (* 2006), tunesisch-deutscher Fußballspieler
- Ben Haim, Tal (* 1982), israelischer Fußballspieler
- Ben Hamida, Mohamed Amine (* 1995), tunesischer Fußballspieler
- Ben Hamo, Arlette (* 1930), französische Leichtathletin
- Ben Hamza, Khaoula (* 1991), tunesische Taekwondoin
- Ben Hania, Kaouther (* 1977), tunesische Filmregisseurin und Drehbuchautorin
- Ben Hassen, Feryel (* 2004), tunesische Tennisspielerin
- Ben Hassine, Abderrazak (* 1957), tunesischer Leichtathlet
- Ben Hassine, Atef (* 1974), tunesischer Schauspieler und Regisseur
- Ben Hassine, Awatef (* 1981), tunesische Sprinterin
- Ben Hassine, Ayman (* 1980), tunesischer Radrennfahrer
- Ben Iman, Nassim, freikirchlicher Prediger, Konvertit und Islamkritiker
- Ben Jaafar, Mustafa (* 1940), tunesischer Politiker (MDS)
- Ben Jacob, Isaac (1801–1863), russischer Publizist und Autor
- Ben Jelloun, Tahar (* 1944), marokkanischer Schriftsteller
- Ben Johanan, Karma, israelische Historikerin
- Ben Jor, Jorge (* 1945), brasilianischer PopmusikerJorge Ben Jor (* 1945)

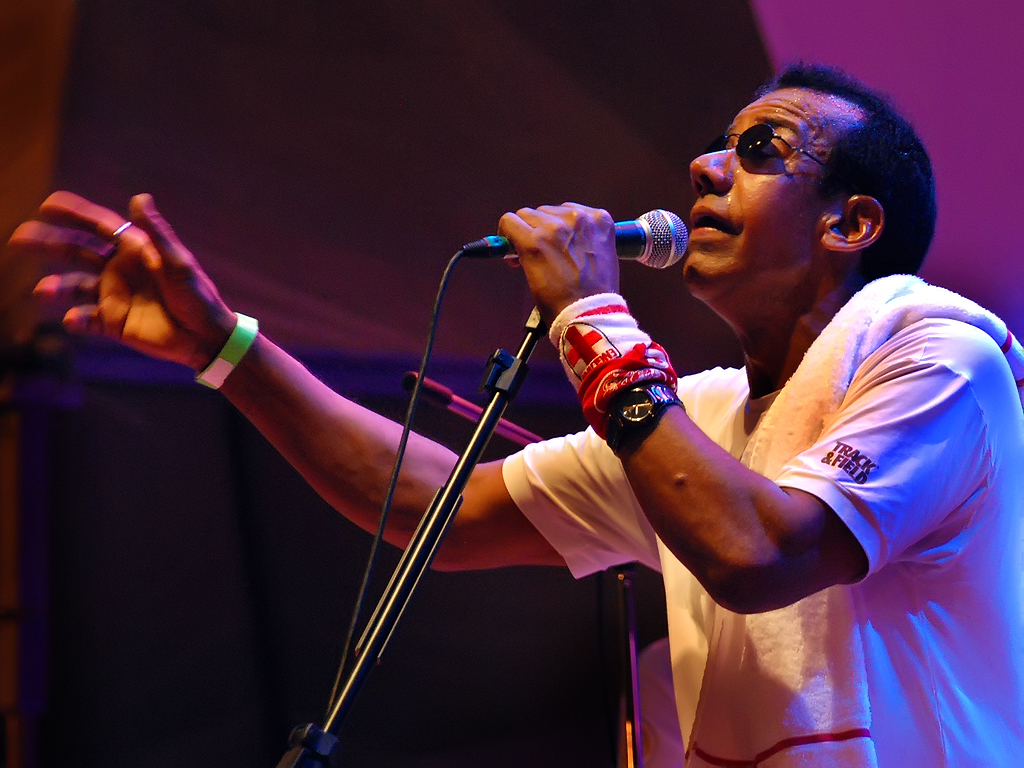
Jorge Ben Jor (* 1945)

- Ben Kassou, Allal (1941–2013), marokkanischer Fußballtorhüter
- Ben Katanha, Newton (* 1983), simbabwischer Fußballspieler
- Ben Khaled, Amel (* 1974), tunesische Leichtathletin
- Ben Khalifa, Nassim (* 1992), schweizerisch-tunesischer Fussballspieler
- Ben Lakhdar, Zohra (* 1943), tunesische Physikerin
- Ben Larbi, Firas (* 1996), tunesischer Fußballspieler
- Ben l’Oncle Soul (* 1984), französischer Retro-Soulsänger und Songwriter
- Ben Mabrouk, Alim (* 1960), algerisch-französischer Fußballspieler
- Ben Mahfoudh, Haykel (* 1971), tunesischer Rechtswissenschaftler und Richter am Internationalen Strafgerichtshof
- Ben Mansour, Latifa (* 1950), algerische Schriftstellerin und Sprachwissenschaftlerin
- Ben Meir, Samuel, jüdischer Kommentator von Tanach und Talmud
- Ben Me’ir, Schlomo Jisra’el (1910–1971), israelischer Rechtsanwalt, Rabbiner und Politiker
- Ben Mhenni, Lina (1983–2020), tunesische Dozentin für Linguistik, politische Bloggerin
- Ben M'hidi, Larbi (1923–1957), algerischer politischer Führer im Algerischen UnabhängigkeitskriegLarbi Ben M'hidi (1923–1957)

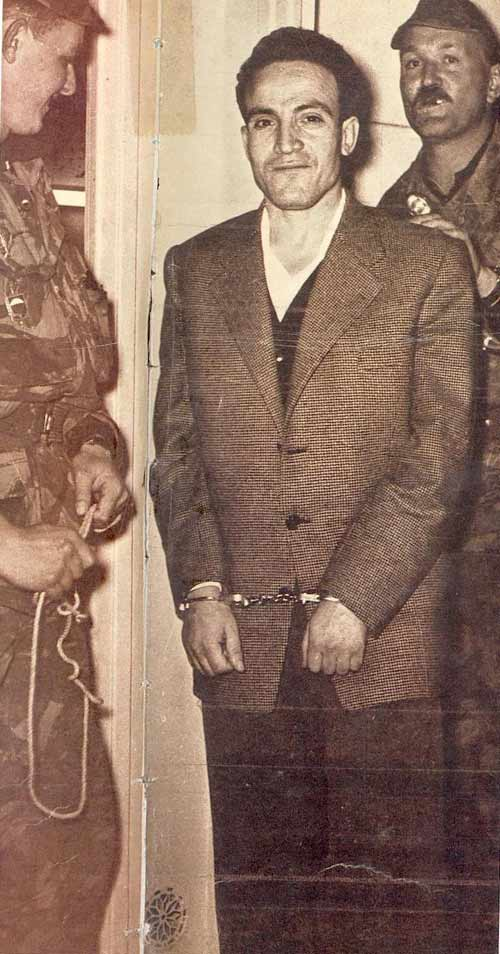
Larbi Ben M'hidi (1923–1957)

- Ben Mohamed, Chamina, Politikerin in den Komoren
- Ben Mrad, Bchira (1913–1993), tunesische Patriotin und Frauenrechtlerin
- Ben Mustapha, Badra, tunesische Hebamme und Frauenrechtlerin
- Ben Mustapha, Farouk (* 1989), tunesischer Fußballtorhüter
- Ben Mustapha, Saïd (1938–2024), tunesischer Politiker und Diplomat
- Ben Naphtali Herz Treves, Elieser (1498–1567), deutscher Rabbiner, Gelehrter und Drucker
- Ben Nasra, Nizar (* 1987), tunesisch-österreichischer Fußballspieler
- Ben Nasser, Hassen (* 1986), tunesischer Radrennfahrer
- Ben Nouri, Ayoub, marokkanischer Hürdenläufer
- Ben Omar, Mohamed (1965–2020), nigrischer Politiker
- Ben Ouanes, Mortadha (* 1994), tunesischer Fußballspieler
- Ben Romdhane, Mehdi (* 2001), Schweizer Handballnationalspieler
- Ben Romdhane, Mohamed Ali (* 1999), tunesischer Fußballspieler
- Ben Romdhane, Sadok (* 2001), Schweizer Handballnationalspieler
- Ben Saada, Chaouki (* 1984), tunesischer Fußballspieler
- Ben Saïd, Bechir (* 1992), tunesischer Fußballtorhüter
- Ben Said, Daniela A. (* 1974), deutsche Autorin, Vortragsrednerin und Unternehmensberaterin
- Ben Saïd, Saïd (* 1966), tunesisch-französischer Filmproduzent
- Ben Saida, Nasreddine, tunesischer Unternehmer und Herausgeber eines Druckerzeugnisses
- Ben Salah, Makram (* 1986), deutscher Karateka
- Ben Salah, Rafik (1948–2024), tunesisch-schweizerischer Schriftsteller
- Ben Salah-Cazanas, Louda (* 1988), französischer Filmregisseur und Drehbuchautor
- Ben Salem, El Hedi (1935–1977), tunesischer Schauspieler
- Ben Salomo (* 1977), israelischer RapperBen Salomo (* 1977)

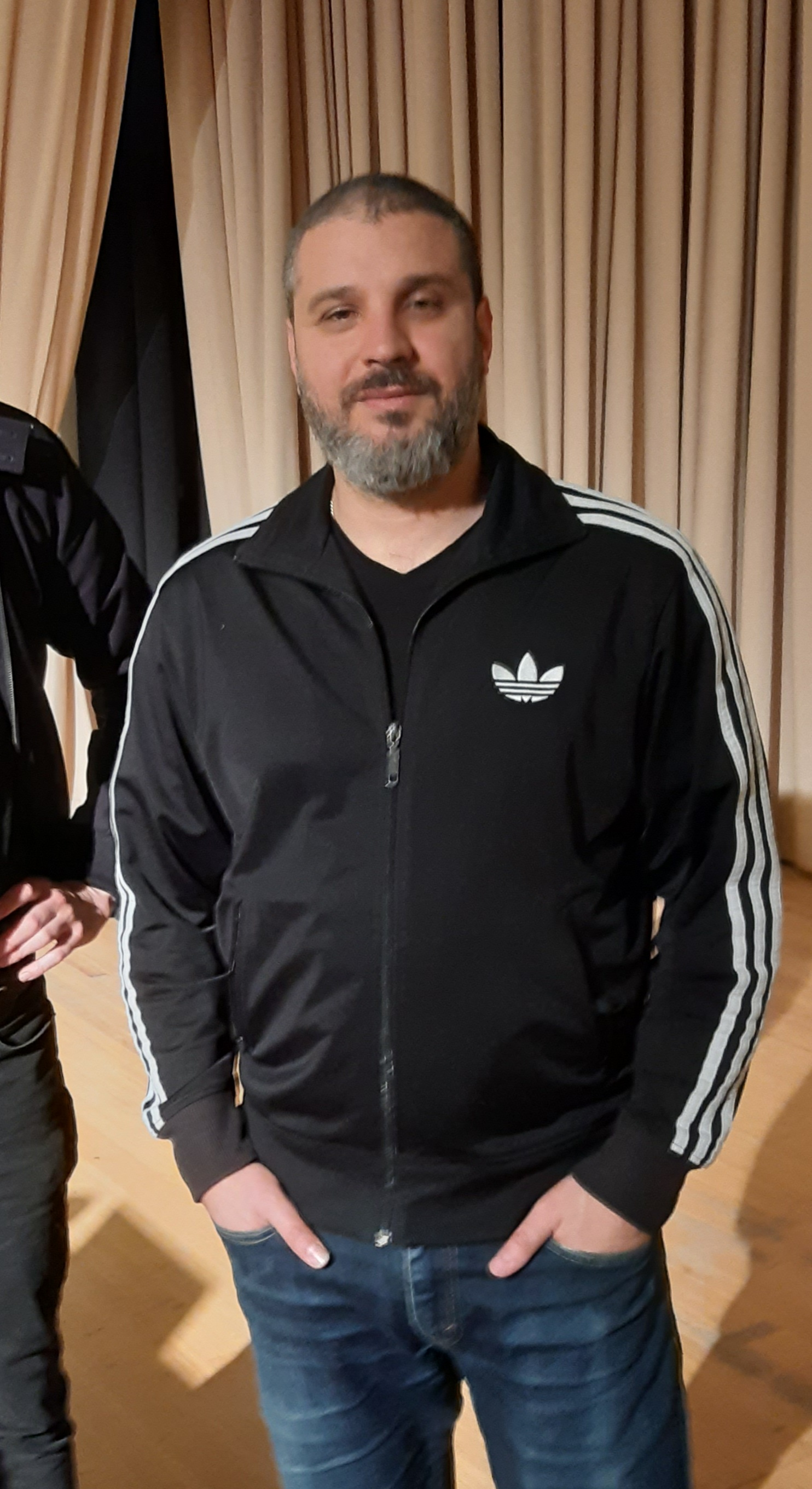
Ben Salomo (* 1977)

- Ben Samir, Abderraouf (* 1953), tunesischer Handballspieler
- Ben Seghir, Salim (* 2003), französisch-marokkanischer Fußballspieler
- Ben Shimon, Ran (* 1970), israelischer Fußballspieler und -trainer
- Ben Slimane, Anis (* 2001), tunesisch-dänischer Fußballspieler
- Ben Slimane, Mehdi (* 1974), tunesischer Fußballspieler
- Ben Soma, jüdischer Gelehrter
- Ben Tanfous, Farhat (* 1971), tunesischer Bürgermeister und deutscher Honorarkonsul auf Djerba
- Ben Tifour, Abdelaziz (1927–1970), französisch-algerischer Fußballspieler
- Ben Tobbal, Lakhdar (1923–2010), algerischer Offizier und Politiker
- Ben Tov, Cheryl (* 1960), US-amerikanische Immobilienmaklerin, ehemalige israelische Mossad-Agentin
- Ben Tov, Itay (* 1994), israelischer Eishockeyspieler
- Ben Yahia, Amor (* 1985), tunesischer Leichtathlet
- Ben Yahia, Habib (* 1938), tunesischer Diplomat und Politiker der Sozialistischen Destur-Partei
- Ben Yahia, Wissem (* 1984), tunesischer Fußballspieler
- Ben Yakov, Pablo (* 1986), deutscher Schauspieler
- Ben Yazide, Salaheddine (* 2003), marokkanischer Hindernisläufer
- Ben Yedder, Wissam (* 1990), französisch-tunesischer FußballspielerWissam Ben Yedder (* 1990)

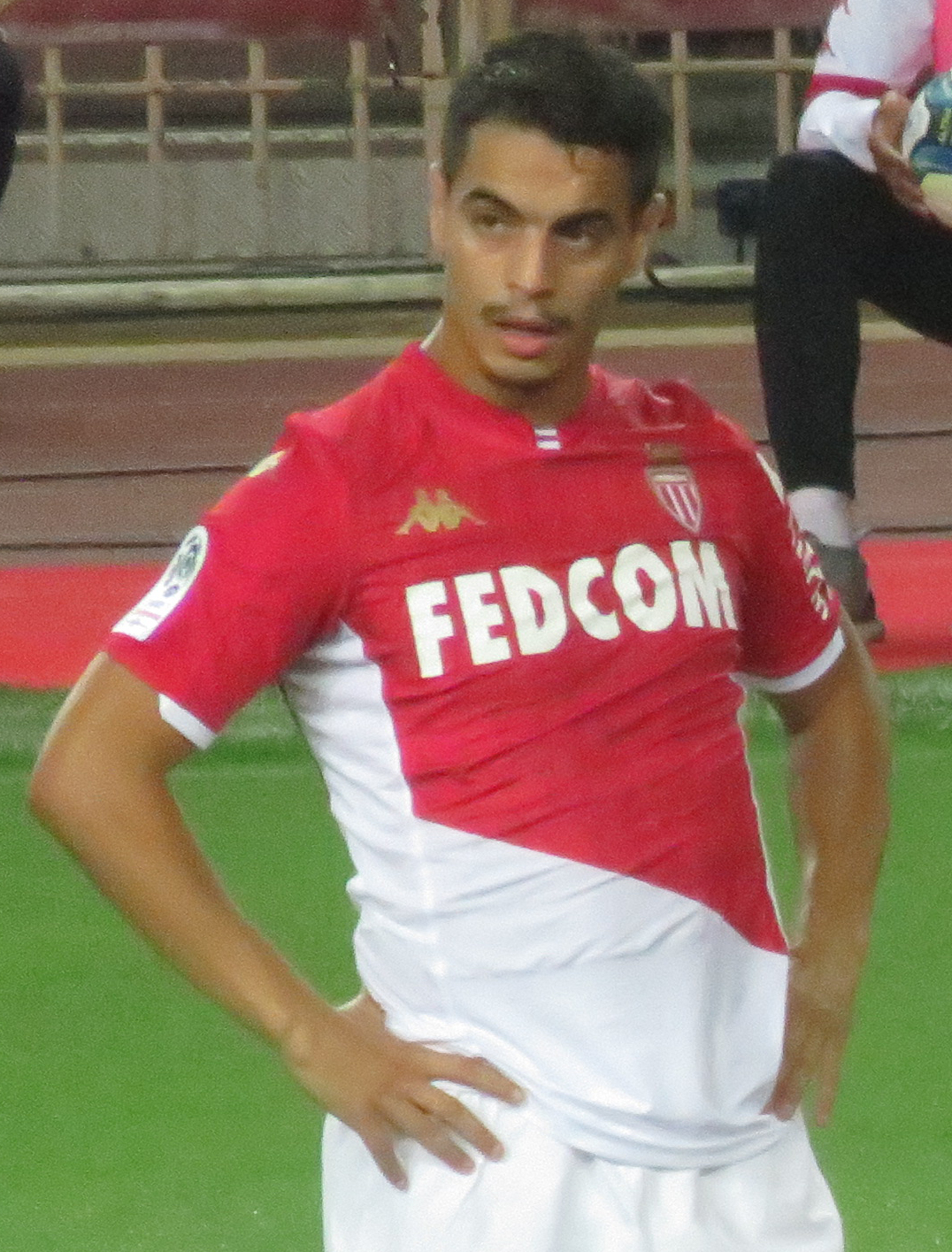
Wissam Ben Yedder (* 1990)

- Ben Yezza, Abdulrahman, libyscher Politiker und Manager
- Ben Yishai, Sivan (* 1978), israelische Dramatikerin und Theaterregisseurin, tätig in Berlin
- Ben Yitzhak, Avraham (1883–1950), hebräischer Dichter, österreichisch-israelischer Literaturkritiker
- Ben Yosef, Saar (* 1968), israelischer Schauspieler
- Ben Youssef, El-Munsif, libyscher Radrennfahrer
- Ben Youssef, Fakhreddine (* 1991), tunesischer Fußballspieler
- Ben Youssef, Leila (* 1981), tunesische Stabhochspringerin
- Ben Youssef, Salah (1907–1961), tunesischer Politiker
- Ben Youssef, Syam (* 1989), französisch-tunesischer Fußballspieler
- Ben Zahra, Abdelkarim (* 1998), marokkanischer Leichtathlet
- Ben Zaken, Eden (* 1994), israelische Sängerin, Musikerin und Liedtexterin
- Ben Zwi, Jizchak (1884–1963), israelischer Historiker und Politiker, zweiter Präsident IsraelsJizchak Ben Zwi (1884–1963)

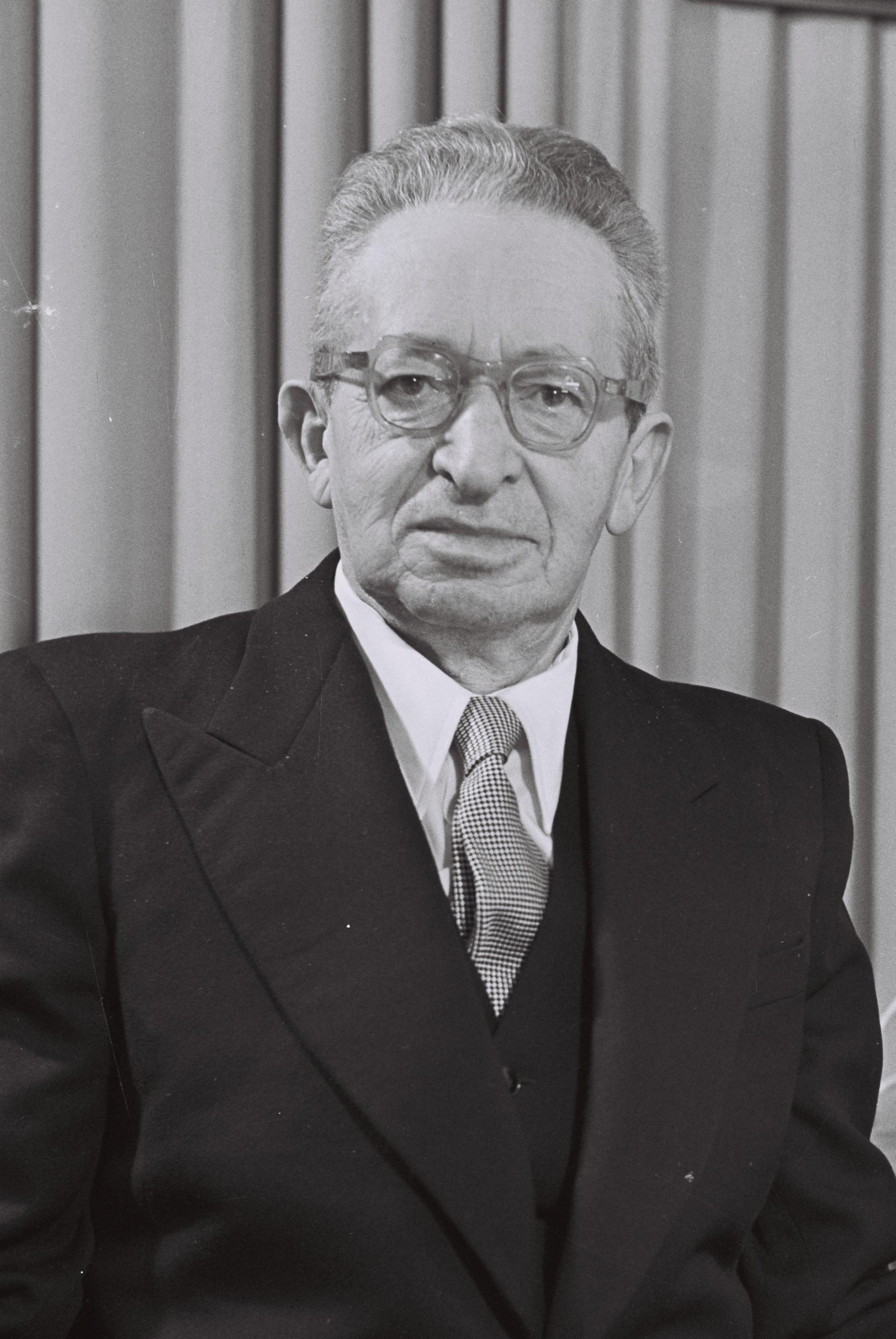
Jizchak Ben Zwi (1884–1963)

- Ben, Adrián (* 1998), spanischer Leichtathlet
- Ben, Helen van der (* 1964), niederländische Hockeyspielerin
- Ben, James († 1332), schottischer Geistlicher und Diplomat
- Ben, Kevin (* 1994), Schweizer Fussballspieler
- Ben, Lisa (1921–2015), US-amerikanische Autorin und LSBTI-Aktivistin
- Ben-Adir, Kingsley, britischer Film- und TheaterschauspielerKingsley Ben-Adir

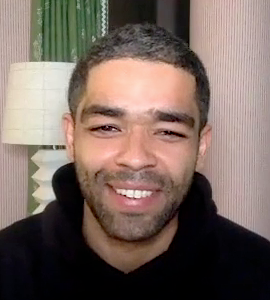
Kingsley Ben-Adir

- Ben-Amor, Oualid (* 1976), tunesischer Handballspieler
- Ben-Amotz, Dan (1924–1989), israelischer Autor, Journalist und Radiomoderator
- Ben-Ari, Hagar, israelische Bassistin
- Ben-Ari, Jitzhak (1924–2004), israelischer Botschafter
- Ben-Ari, Meirav (* 1975), israelische Politikerin
- Ben-Ari, Michael (* 1963), israelischer Politiker
- Ben-Ari, Miri (* 1978), israelische Violinistin
- Ben-Ari, Mordechai (* 1948), israelischer Hochschullehrer und Autor
- Ben-Ari, Mosch (* 1970), israelischer Sänger und Gitarrist
- Ben-Chorin, Schalom (1913–1999), deutsch-israelischer Journalist, Religionswissenschaftler, setzte sich für den christlich-jüdischen Dialog ein
- Ben-Chorin, Tovia (1936–2022), deutsch-israelischer Rabbiner
- Ben-Dahan, Eli (* 1954), israelischer Politiker der haBajit haJehudi und Minister
- Ben-David, Joseph (1920–1986), israelischer Soziologe ungarischer Herkunft
- Ben-Dov, Ilan (* 1959), israelischer Diplomat
- Ben-Eliezer, Benjamin (1936–2016), israelischer Politiker und Brigadegeneral
- Ben-Elissar, Eliahu (1932–2000), israelischer Politiker und Diplomat
- Ben-Gavriêl, Moscheh Ya’akov (1891–1965), österreichischer und israelischer Schriftsteller und Publizist
- Ben-Ghou-Bey (1931–1990), französischer Fakir und Schauspieler
- Ben-Gur, Noa, amerikanisch-israelische Singer-Songwriterin
- Ben-Gurion, David (1886–1973), israelischer Politiker
- Ben-Gvir, Itamar (* 1976), israelischer Politiker und RechtsanwaltItamar Ben-Gvir (* 1976)
- Ben-Hadad I., König von Aram
- Ben-Hadad II., König von Aram

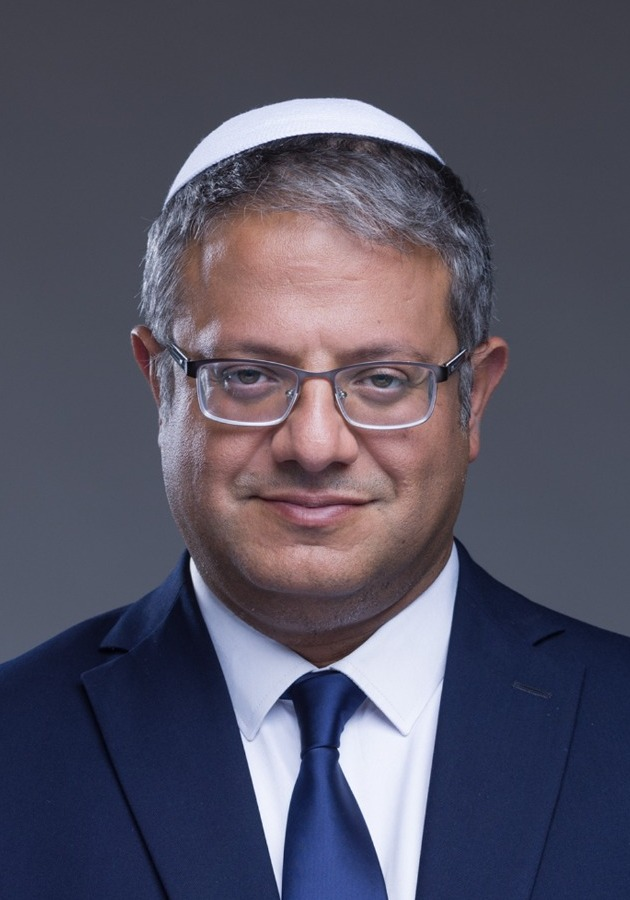
Itamar Ben-Gvir (* 1976)

- Ben-Hadad III., König von Aram (805–773 v. Chr.)
- Ben-Haim, Paul (1897–1984), israelischer Komponist
- Ben-Hatira, Änis (* 1988), tunesisch-deutscher Fußballspieler
- Ben-Horin, Eliashiv (1921–1990), israelischer Diplomat
- Ben-Hur, Roni (* 1962), israelischer Jazzmusiker (Gitarre, Komposition)
- Ben-Israel, Isaac (* 1949), israelischer Generalmajor, Militärtheoretiker, Sicherheitsberater und Politiker (Kadima)
- Ben-Itto, Hadassa (1926–2018), israelische Juristin, Diplomatin und Autorin
- Ben-Jehuda, Eliezer (1858–1922), jüdischer Journalist und Autor, Erneuerer der Hebräischen SpracheEliezer Ben-Jehuda (1858–1922)

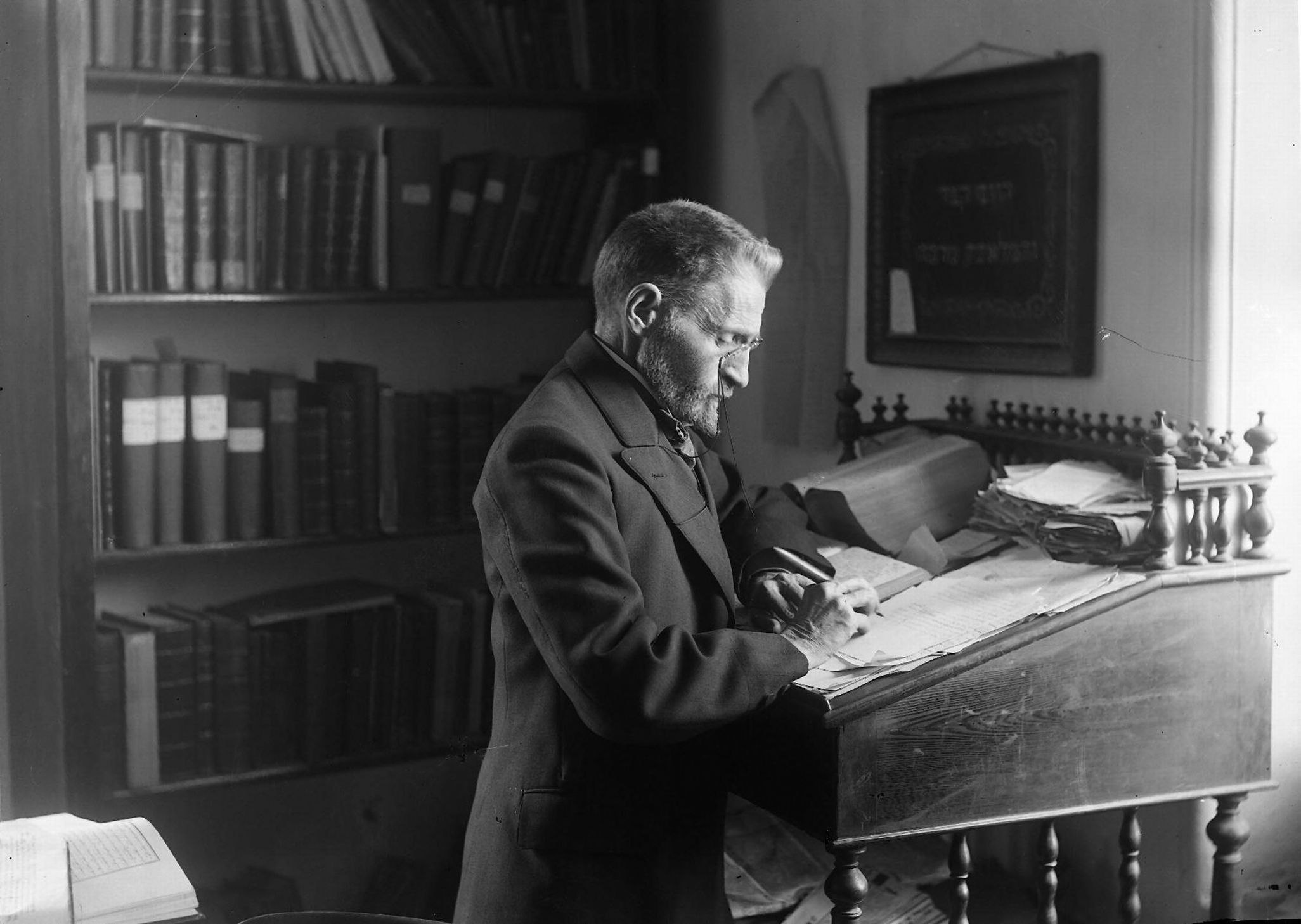
Eliezer Ben-Jehuda (1858–1922)

- Ben-Jemia, Donia (* 1979), deutsche Schauspielerin
- Ben-Jesri, Jakob (1927–2018), israelischer Politiker und Gesundheitsminister
- Ben-Meir, Yehuda (1939–2025), israelischer Politiker, Psychologe und Rechtsanwalt
- Ben-Menachem, Eli (* 1947), israelischer Politiker
- Ben-Menahem, Hanina, israelischer Hochschullehrer für Jüdisches Recht
- Ben-Menashe, Ari (* 1951), israelisch-kanadischer Geschäftsmann, Sicherheitsberater und Autor
- Ben-Moshe, Moti (* 1975), israelischer Geschäftsmann
- Ben-Natan, Asher (1921–2014), israelischer Diplomat
- Ben-Ner, Guy (* 1969), israelischer Videokünstler
- Ben-Nun, Johai (1924–1994), israelischer Konteradmiral, 6. Befehlshaber der Israelischen Marine
- Ben-Or, Nelly (* 1933), polnische Pianistin und Musikpädagogin
- Ben-Peretz, Miriam (1927–2020), israelische Pädagogin
- Ben-Reuven, Eyal (* 1954), israelischer General und Politiker
- Ben-Sasson, Haim Hillel (1914–1977), israelischer Historiker
- Ben-Sasson, Menachem (* 1951), israelischer Hochschullehrer, Politiker, Präsident der Hebräischen Universität Jerusalem
- Ben-Shlomo, Shimon (* 1942), israelischer Politiker der Schas-Partei
- Ben-Shoshan, Ortal (* 1987), israelische Schauspielerin
- Ben-Shushan, Amit (* 1985), israelischer Fußballspieler
- Ben-Simhon, Avi (* 1947), israelischer Maler
- Ben-Tor, Amnon (1935–2023), israelischer Biblischer Archäologe
- Ben-Tuvia, Adam (1919–1999), polnisch-israelischer Meeresbiologe und Ichthyologe
- Ben-Tzur, Yoav (* 1958), israelischer Politiker
- Ben-Victor, Paul (* 1965), US-amerikanischer SchauspielerPaul Ben-Victor (* 1965)

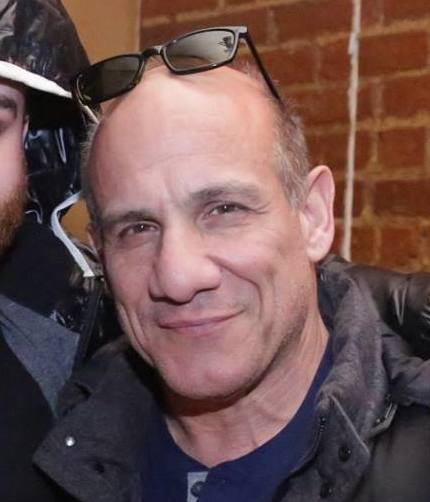
Paul Ben-Victor (* 1965)

- Ben-Yehuda, Nachman (* 1948), israelischer Soziologe
- Ben-Yishai, Ron (* 1943), israelischer Journalist
- Ben-Youb, Samy, französischer Schauspieler
- Ben-Yusuf, Zaida (1869–1933), US-amerikanische Fotografin
- Ben-Zeev, Yoram (* 1944), israelischer Diplomat
- Ben-Zvi, David (* 1974), US-amerikanischer Mathematiker
- Ben-Zvi, Rachel Janait (1886–1979), israelische Präsidentengattin und Autorin